# Sandro Salvadore
Sandro Salvadore (ur. 29 listopada 1939 w Mediolanie, zm. 4 stycznia 2007 w Costigliole d’Asti) – włoski piłkarz.

## Kariera klubowa
Salvadore urodził się w Mediolanie we Włoszech. Karierę piłkarską zaczynał w wieku 15 lat w juniorskiej drużynie Milanu. Zadebiutował w Serie A w sezonie 1958/1959. Z Milanem zdobył dwa Mistrzostwa Włoch (1958/1959 i 1961/1962). W mediolańskim klubie rozegrał 72 spotkania i zdobył jednego gola.
W 1962 pozyskał go Juventus F.C. Z czasem stał się filarem defensywy Juve. Ze Starą Damą zdobył trzy tytuły Mistrza Włoch (1966/1967, 1971/1972 i 1972/1973) i jeden Puchar Włoch (1964/1965). Karierę klubową zakończył w 1974.
Kluby:
- 1958–1962  A.C. Milan
- 1962–1974  Juventus F.C.

## Kariera reprezentacyjna
W reprezentacji Włoch rozegrał 36 meczów. Był na Mistrzostwach Świata w 1962 w Chile i w 1966 w Anglii. Uczestniczył również w Mistrzostwach Europy w 1968 we Włoszech. Miał szansę udać się do Meksyku na Mistrzostwa Świata, jednak zaprzepaścił to w meczu towarzyskim z Hiszpanią w Madrycie, gdzie strzelił dwa gole samobójcze. Mecz zakończył się remisem 2:2. Od tej pory trener Ferruccio Valcareggi opuszczał go przy ustalaniu składu. To był ostatni mecz Salvadore w reprezentacyjnej karierze.

## Sukcesy
- 5 tytułów Mistrza Włoch (1958/1959, 1961/1962 z A.C. Milan i 1966/1967, 1971/1972, 1972/1973 z Juventusem)
- 1 Puchar Włoch (1964/1965 z Juventusem)
- 1 Mistrzostwo Europy (1968)

Sandro Salvadore zmarł w nocy z 3 stycznia na 4 stycznia 2007. Miał 67 lat.